# Adobe Flash Media Server
Adobe Flash Media Server — проприетарный сервер данных и медиа контента от компании Adobe Systems (изначально Macromedia). Работает со средой Flash Player и позволяет создавать мультимедийные, многопользовательские RIA (англ. Rich Internet Applications). Использовал ActionScript 1 (основанный на ECMAScript скриптовый язык) для серверной логики. Раньше, до версии 2, был известен как Flash Communication Server. Начиная с версии 3.5, использует ActionScript 3.
Используется для:
- Live Video — позволяет транслировать видео с веб-камеры для других пользователей.
- Video on Demand — потоковое видео по запросу.
- Real Time Communication — применяется в приложениях, в которых требуется связь между несколькими клиентами — видео-конференции, чаты или многопользовательские игры.